# Piccoli investigatori
Piccoli investigatori (ediz. ingl. A to Z Mysteries) è una serie di libri illustrati per ragazzi di ambientazione gialla, scritti da Ron Roy ed illustrati da John Steven Gurney.
Il titolo originale ("Misteri dalla A alla Z") sta ad indicare che i libri sono stati pubblicati in successione partendo dal primo con lettera A iniziale The Absent Author per concludere con l'ultimo The Zombie Zone. La serie è quindi composta da 26 libri, uno per lettera, successivamente visto il successo sono stati pubblicati 12 speciali.
Dalla serie è nata una serie spinoff intitolata Calendar Mysteries.
I protagonisti sono tre ragazzi investigatori: uno fifone e pauroso, Josh, uno coraggioso e intelligente, Dink, e la bambina definita "il Grillo Parlante del gruppo", Rose. Abitano in una cittadina del Connecticut.
La serie è stata pubblicata in italiano da Edizioni Piemme nella collana "Il battello a vapore", nel quale ha ottenuto un buon successo commerciale.

## Elenco titoli pubblicati
Tra parentesi data di pubblicazione in lingua inglese.

### Serie normale
- Il mistero dello scrittore rapito (The Absent Author) (1997)
- The Bald Bandit (1997)
- The Canary Caper (1998)
- Il mistero del castello fantasma (The Deadly Dungeon) (1998)
- Il mistero delle lettere rubate (The Empty Envelope) (1998)
- The Falcon's Feathers (1998)
- Il mistero del tesoro sommerso (The Goose's Gold) (1998)
- Il mistero dell'albergo stregato (The Haunted Hotel) (1999)
- Il mistero dell'isola invisibile (The Invisible Island) (1999)
- Il mistero della pietra verde (The Jaguar's Jewel) (2000)
- The Kidnapped King (2000)
- The Lucky Lottery (2000)
- Il mistero della mummia scomparsa (The Missing Mummy) (2001)
- Il mistero della pepita gigante (The Ninth Nugget) (2001)
- Il mistero del quadro rubato (The Orange Outlaw) (2001)
- The Panda Puzzle (2002)
- Il mistero delle sabbie mobili (The Quicksand Question) (2002)
- Il mistero del cavallo nero (The Runaway Racehorse) (2002)
- Il mistero dello scheletro scomparso (The School Skeleton) (2003)
- Il mistero del tirannosauro parlante (The Talking T-Rex) (2003)
- The Unwilling Umpire (2004)
- Il mistero del vampiro in vacanza (The Vampire's Vacation) (2004)
- Il mistero del lupo bianco (The White Wolf) (2004)
- The X'ed-Out X-Ray (2005)
- Il mistero dell'oro rubato (The Yellow Yacht) (2005)
- Il mistero del cimitero stregato (The Zombie Zone) (2005)

### Serie speciale
- Super Edition 1: Detective Camp (2006)
- Super Edition 2: Mayflower Treasure Hunt (2007)
- Super Edition 3: White House White-out (2008)
- Super Edition 4: Sleepy Hollow Sleepover (2010)
- Super Edition 5: The New Year Dragon Dilemma (2011)
- Super Edition 6: The Castle Crime (2014)
- Super Edition 7: Operation Orca (2015)
- Super Edition 8: Secret Admirer (2015)
- Super Edition 9: April Fools' Fiasco (2017)
- Super Edition 10: Colossal Fossil (2018)
- Super Edition 11: Grand Canyon Grab (2019)
- Super Edition 12: Space Shuttle Scam (2020)